# Rhaphuma maceki
Rhaphuma maceki är en skalbaggsart som beskrevs av Holzschuh 1992. Rhaphuma maceki ingår i släktet Rhaphuma och familjen långhorningar. Inga underarter finns listade i Catalogue of Life.